# Abu Hassun ibn Muhammad
Abu Hassun ibn Muhammad (arab. أبو الحسن أبو حسون علي بن محمد – Abu al-Hassan Abu Hassun Ali ibn Muhammad, zm. 1554) – regent Wattasydów w Maroku, syn sułtana Muhammada asz-Szajcha al-Mahdiego i stryj ostatniego wattasydzkiego sułtana Abu al-Abbasa Ahmada.
Za panowania Abu al-Abbasa Ahmada w latach 1524–1549 słaba pozycja  dynastii Wattasydów w Maroku uległa dalszemu osłabieniu wobec wpływów Portugalczyków, marabutów, bractw islamskich, a na południu także rosnącego w siłę rodu Saadytów. Mimo to Abu Hassunowi udało się zawrzeć przymierze z religijnymi bractwami i zajmującymi tereny Algierii Osmanami i w ten sposób opóźnić ekspansję Saadytów na północ. Z powodu zagrożenia ze strony tych ostatnich zawarto nawet pokój z okupującą marokańskie porty Portugalią. Sam sułtan Abu al-Abbas Ahmad dostał się do saadyckiej niewoli w 1527 roku i Abu Hassun dopiero poprzez odstąpienie Meknesu w 1547 roku zdołał doprowadzić do uwolnienia bratanka. Mimo wszelkich nie udało mu się jednak powstrzymać w 1549 roku zdobycia Fezu i obalenia dynastii przez saadyckiego szejka Muhammada asz-Szajcha.
Po tym wydarzeniu Abu Hassun uciekł do Hiszpanii. Próbował nakłonić cesarza Karola V Habsburga do wymarszu na Maroko. Ostatecznie znalazł jednak wsparcie u Osmanów w Algierze. Z ich pomocą udało mu się na krótko odzyskać Fez w 1554 roku, jednak jeszcze w tym samym roku zginął z ręki Muhammada asz-Szajcha, co ostatecznie położyło kres panowaniu Wattasydów.